# Tekla Kwilecka
Tekla Kwilecka, z domu Sieroszewska (ur. 16 grudnia 1807 w Kakawie, zm. 2 lipca 1894 w Poznaniu) – polska działaczka narodowa w Wielkopolsce.

## Życiorys
Urodziła się 16 grudnia 1807 w Kakawie w Kaliskiem.
W listopadzie 1832 roku, po ślubie z Leonardem Kwileckim, zamieszkała w Dobrojewie. Leonard był synem Klemensa i jego najbliższej kuzynki Anieli – jedynej córki Adama Kwileckiego, który w latach 90. XVIII w. wzniósł dobrojewski pałac, spalony i zburzony w okresie okupacji hitlerowskiej. Leonard był uczestnikiem powstania listopadowego.
Leonard Kwilecki zmarł w 1844 po długiej chorobie. Tekla pozostała z trójką dzieci i majątkiem do zarządzania. Najstarszym dzieckiem był Wanda, która w 1855 poślubiła Władysława Niegolewskiego − doktora prawa, działacza niepodległościowego, posła na sejm pruski, współzałożyciela Poznańskiego Towarzystwa Przyjaciół Nauk, a zarazem syna Andrzeja Niegolewskiego − ziemianina, bohatera szarży pod Samosierrą (1808). Drugim dzieckiem był Stefan, który w 1866 roku ożenił się z Barbarą z Mańkowskich i przejął majątek w Dobrojewie. Najmłodszy syn, Klemens, zmarł w wieku 12 lat.
W czasie Wiosny Ludów w 1848 Tekla, razem z kilkoma innymi kobietami, m.in. Emilią Sczaniecką i Bibianną Moraczewską, stanęła na czele Dyrekcji Opieki nad Rannymi. Zakładała szpitale, opiekowała się rannymi. Zabiegała też o udzielenie pomocy uwięzionym powstańcom. Na ten cel przeznaczyła rodowe srebra.
Kiedy 1861 podczas manifestacji patriotycznych w Warszawie, 27 lutego i 8 kwietnia, doszło do masakry demonstrantów, wstrząsnęło to Polakami także w pozostałych zaborach. W grudniu 1861 w różnych częściach powiatu szamotulskiego postawiono krzyże ku czci ofiar poległych Polaków. Jeden z nich stanął z inicjatywy Tekli Kwileckiej w Bininie, przy skrzyżowaniu dróg z Dobrojewa i Ostroroga. Prokuratura oskarżyła Kwilecką o opór przeciw władzy rządowej i zagrożenie dla publicznego spokoju, ale zarówno sąd w Szamotułach, jak i poznański sąd apelacyjny, nie uznały tego czynu za karygodny i wniosek prokuratury oddaliły.
Podczas powstania styczniowego Tekla Kwilecka, działając w Kółku Pań Wielkopolskich, ponownie zabiegała o udzielenie pomocy powstańcom. Jej syn Stefan kupował w Belgii broń dla powstańców, a potem ukrywał się przez kilka miesięcy poszukiwany przez policję pruską. Natomiast zięć Władysław Niegolewski przedostał się przez granicę między zaborami i wziął udział w powstaniu. Został ranny w bitwie pod Ignacewem i wrócił do Wielkopolski, gdzie oskarżony o zdradę stanu został skazany na karę w więzienia.
W 1864 roku znów stanęła przed sądem w Szamotułach. Tym razem pod zarzutem zbierania składek na rzecz Polaków więzionych w więzieniu w Moabicie. Jednak i tym razem wyrok był uniewinniający. Zamieszkała w Poznaniu, gdzie zajęła się pracą społeczną, głównie na rzecz oświaty dziewcząt i działalnością charytatywną.
W 1871, ponownie wspólnie z Emilią Sczaniecką i Bibianną Moraczewską, założyła Towarzystwo Pomocy Naukowej dla Dziewcząt, którego celem było wspieranie edukacji zawodowej niezamożnych młodych kobiet. Tekla do śmierci należała do dyrekcji tej organizacji. Na krótko przed śmiercią wydała odezwę, opublikowaną polskiej prasie poznańskiej, wzywającą do zbierania składek na oświatę ludową, aby w ten sposób upamiętnić setną rocznicę rozbiorów Polski.
Zmarła 2 lipca 1894 w Poznaniu, pochowana została w grobach rodzinnych w Kwilczu.  